# Carlo Zuccari
Carlo Zuccari (* 10. November 1703 in Casalmaggiore; † 1792 ebenda) war ein italienischer Komponist und Violinist des Spätbarock und der Frühklassik. Er wirkte hauptsächlich in Mailand, Olmütz und London.

## Leben
Carlo Zuccari war ein Schüler des Grafen Gasparo Visconti, der seinerseits ein Schüler Arcangelo Corellis war. Visconti ließ ihn in seinem Haus in Cremona wohnen und war einer seiner Förderer. Zur gleichen Zeit studierte er Komposition und Kontrapunkt bei Giuseppe Gonelli (1685–1745). 1723 reiste er mit seinem Bruder zuerst nach Wien und war anschließend vier Jahre Hofkapellmeister in der Residenz des Fürstbischofs von Olmütz in Kroměříž. Danach hielt er sich jeweils für kurze Zeit in einigen deutschen Städten auf, kehrte nach Cremona zurück und heiratete 1733 die adelige Mailänder Sängerin Francesca Radaelli. Das Paar ließ sich in Mailand nieder und wohnte im Palast der Schwiegermutter. Schon bald unternahm Zuccari längere Auslandsreisen, so lebte er ein Jahr in Paris und festigte dort seinen Ruf als Violinvirtuose. Danach wirkte er in London. Nach einem weiteren Auslandsaufenthalt in Madrid kehrte er dem Wunsch der Familie entsprechend nach Mailand zurück. Er wurde Direktor der „Accademia Filarmonica Milanese“ und ließ 1765 eine Sammlung Triosonaten drucken. Er war ab 1748 Konzertmeister in der „Capella Ducale“ und ab 1750 in Giovanni Battista Sammartinis Orchester. 
1760 war er erneut in London, diesmal als Mitglied des Orchesters der italienischen Oper. 1762 veröffentlichte er ebenfalls in London seine Violinmethode An accurate method to attain the art of playing the violin. 1765 kehrte er noch einmal nach Mailand zurück und blieb dort bis 1778, dem Jahr, in dem er sich in seine Heimatstadt Casalmaggiore zurückzog. Dort widmete er sich wissenschaftlichen Studien der Harmonie und der Akustik. 
Zu seinen Schülern gehörten Maria Teresa Agnesi Pinottini sowie der Ökonom, Philosoph, Historiker und Schriftsteller Pietro Verri (1728–1797).

## Werke
Nur wenige Kompositionen Zuccaris blieben erhalten, darunter
- 12 Triosonaten (Mailand, 1765)
- 12 Sonate a Violino e Basso Op. 1 (Mailand, ca. 1747)
- Manuskripte für vier Concerti pro Concertato Violino e strumenti
- ein Solo pro Violino e Basso
- Sonate per Flauto solo e Basso
- einige „Sonate pro Violoncello e Basso“ (Die im 19. Jahrhundert J. S. Bach zugeschriebene Sonate BWV Anh. 184 konnte diesen Werken zugeordnet werden.)
- The true Method of Playing an Adagio (London, ca. 1762)
- An accurate Method to attain the Art of playing the Violin (London, 1762)